# هاوبی
هاوبی (انگلیسی: Huobi) شرکت خدمات مالی و صرافی ارز دیجیتال چینی است، که در سال ۲۰۱۳ تأسیس شد.
این شرکت دفاتری در هنگ کنگ، کره جنوبی، ژاپن و ایالات متحده دارد. در اوت ۲۰۱۸ به یک شرکت سهامی عام هنگ کنگ تبدیل شد.
پس از ممنوعیت صرافی‌های بیت کوین در سال ۲۰۱۷ توسط دولت چین، هاوبی برداشت و معاملات بیت کوین را متوقف کرد.
از مارس ۲۰۱۸، هاوبی روزانه حدود ۱ میلیارد دلار معاملات را پردازش می‌کند.